# Thomas J. Ward
Thomas Jason Ward este personajul principal din seria Cronicile Wardstone, de Joseph Delaney.

## Descriere
Tom, un băiat de 12 ani, își face ucenicia la un vraci bătrân și aspru, din dorința mamei sale, numindu-l darul ei pentru Comitat. Ucenicia lui este grea, dar într-o zi va deveni un exorcist care alungă strigoii, prinde și închide duhurile rele și vrăjitoarele.
El este al șaptelea fiu al unui al șaptelea fiu, având astfel niște puteri și abilități speciale. Din acest motiv, el putea vedea și auzi unele lucruri sau creaturi pe care ceilalți nu le observau. În prima carte, Ucenicul Vraciului, se confruntă cu Mama Malkin și cu Osoasa Lizzie, o vrăjitoare ce folosea în special magia oaselor. 
În cel de-al doilea roman (Blestemul Vraciului) se vor înfrunta cu cel mai temut demon, numit Urgia, care o va supune pe Alice (cea mai bună prietenă a lui Tom) Întunericului. În același timp, cei doi trebuie să îl salveze pe Vraci (fiind condamnat la moarte) și să îl apere de un blestem cumplit.
În a treia carte, acțiunile se petrec la casa de iarnă a Vraciului, unde un fost ucenic, Morgan, invocă un zeu antic pe nume Golgoth, dar situația se înrăutățește când Morgan nu folosește ritualul așa cum ar fi fost plănuit. De asemenea, Tom află secrete despre tinerețea Vraciului.
În a patra incursiune din Cronicile Wardstone, Tom și Vraciul încearcă să oprească cele mai puternice clanuri de vrăjitoare (Malkin, Deane & Mouldheel) să se unească pentru a celebra sabatul vrăjitoarelor, care avea ca urmare invocarea Necuratului. Vraciul și Tom nu reușesc să ajungă la timp, iar ceremonia are deja loc. Diavolul, în persoană, ajunge pe Pământ.
În a cincea carte, Tom este trimis pentru șase luni în nordul Comitatului, la vraciul Bill Arkwright, care este mult mai sever și mai crud. Acolo este atacat de fiica Diavolului, Morwena, dar reușește să scape miraculos datorită lui Gheară, câinele lui Bill. După această întâmplare, Bill face o greșeală aproape fatală, fiind capturat de Morwena. Vraciul, Alice și Tom reușesc să îl salveze și, împreună cu Grimalkin, o vrăjitoare asasină, Tom reușește să o înfrângă pe Morwena și pe celelalte vrăjitoare de apă. Aflând de magia neagră folosită de Alice pentru a-i cere ajutorul lui Grimalkin și a-i comunica ucenicului său, Vraciul este pe cale să o arunce într-un puț, însă reconsideră ideea și doar o exilează. Aceasta îi arată lui Tom că îl va iubi mereu, chiar dacă nu se vor mai vedea probabil niciodată.
În al șaselea roman, Tom alege să meargă împreună cu mama lui în țara ei natală, Grecia, pentru a înfrunta una din Vechile Zeități, pe Ordeen. Însă nu doar ea va aduce măcel și pustiire în lume, dar acum că Scaraoțchi este liber, trebuie oprit pentru a nu-și uni forțele cu Ordeen. Mama lui Tom se aliază cu vrăjitoarele din Pendle pentru a o înfrunta pe zeiță, dar Vraciul nu este de acord, și îi spune fiului ei că ucenicia lui se va încheia. Viziunea Urgiei se adeverește, iar Tom o vede pa mama sa transformându-se în forma ei reală. În final, Ordul se prăbușește înapoi în portal, cu tot cu Ordeen și Lamia (mama lui Tom).
În a șaptea carte, biblioteca și Casa Vraciului din Chipenden sunt arse, iar Vraciul și Tom călătoresc spre Insula Mona pentru a ocoli războiul din Comitat. Aici Vraciul are coșmaruri: Osoasa Lizzie avea să devină atotputernică. Și visurile se adeveresc..